# Retribution (luta profissional)
Retribution (estilizado como RETRIBUTION) foi um grupo vilão de wrestling profissional que trabalhou para a WWE na marca Raw, liderado por Mustafa Ali, e com T-Bar, Mace, Slapjack, Reckoning e Retaliation.

## História
No episódio do Raw de 3 de agosto de 2020, as luzes no WWE Performance Center começaram a piscar e um grupo de mascarados ateou fogo a um gerador. Quatro dias depois, no episódio de 7 de agosto do SmackDown, os membros atacaram os locutores e o público. O grupo encerraria o ataque usando uma serra elétrica para cortar as cordas do ringue. Com o passar das semanas, o grupo começou a explicar suas ações, referindo-se à percepção de tratamento injusto conforme surgiam pelo sistema da WWE, e o desejo de revirar esse sistema. 
No episódio do Raw de 21 de setembro, foi revelado que os lutadores do NXT Dominik Dijakovic, Dio Maddin, Shane Thorne, Mercedes Martinez e Mia Yim eram os membros principais do grupo, sendo posteriormente revelado como usando os novos nomes de T- Bar, Mace, Slapjack, Retaliation e Reckoning, respectivamente. Naquela mesma noite, T-Bar, Mace e Slapjack fizeram sua estreia no ringue contra o The Hurt Business (Bobby Lashley, Shelton Benjamin e Cedric Alexander) no evento principal, perdendo por desqualificação.   No episódio de 5 de outubro do Raw, Mustafa Ali foi revelado como o líder do grupo ao ordenar que atacassem o The Hurt Business durante sua luta com MVP. Pouco depois, Martinez foi discretamente removida do grupo. No Raw de 19 de outubro,o Retribution perdeu uma luta de quartetos para o The Hurt Business depois que T-Bar foi submetido ao Full Nelson de Lashley. Depois, todos eles seriam atacados por "The Fiend" Bray Wyatt.
No pré-show do Hell in a Cell, Mustafa Ali desafiou qualquer membro do The Hurt Business a enfrentar um membro do Retribution. No show principal, MVP confirmou que Bobby Lashley enfrentará Slapjack. Todos os membros de cada facção não podiam estar presentes no ringue e foi uma luta pelo WWE United States Championship. Bobby Lashley então derrotou Slapjack para reter o Campeonato dos Estados Unidos. O Retribution então atacou Lashley, mas recuou quando o resto do The Hurt Business apareceu. No episódio de 27 de outubro do Raw, Ali, T-Bar, Mace e Slapjack competiram em uma luta eliminatória 4 contra 4 contra The Hurt Business perdendo por desqualificação após Ali bater em Alexander com uma cadeira.

## Recepção
O Retribution encontrou censura imediata em sua estreia em agosto de 2020. O jornalista do PWTorch, Zack Heydorn, sentiu que o grupo não cumpriu o hype anterior da WWE, dizendo: "Nada sobre a apresentação atual do Retribution grita perigo, medo ou maldade. Eles são como mosquitos que presumivelmente podem ser espantados com um movimento do pulso." Adam Silverstein, da CBS Sports, escreveu sobre a segunda aparição do grupo: "Na maioria das vezes, eles simplesmente pulavam e gritavam 'Yeah!' como um bando de adolescentes criando problemas depois da escola. É claro que esta facção foi apressada e não foi bem pensada. Talvez na próxima semana, com um novo conjunto de gravações, haja uma direção mais clara, mas agora é terrível." Devido ao seu traje e comportamento anti-social, Retribution foi comparado ao grupo Antifa.  O editor do ProWrestling.net, Jason Powell, observou: "WWE Antifa continua a desapontar. . . Deve haver um sentimento crescente de excitação em relação às identidades dos indivíduos mascarados, mas isso está indo tão mal que eu realmente espero que certos lutadores não estejam envolvidos nesta confusão."
A resposta crítica negativa continuaria em setembro. Kevin Berge, do Bleacher Report, comentou sobre a "terrível" revelação da identidade do grupo: "Retribution se encarregou da edição de 21 de setembro do Monday Night Raw . Embora isso tivesse o potencial de mudar a percepção de muitas pessoas sobre o grupo, em vez disso, a noite inteira caiu tristemente. O Retribution saiu em máscaras patetas. . . Estrelas talentosas se perdem em um ângulo que pode nunca se recuperar." O repórter do PWTorch, Frank Peteani, chamou o Retribution de um "ângulo hediondo em muitos níveis" e sugeriu que a interação dos fãs do grupo nas redes sociais pode ser um esforço para mitigar a resposta negativa do público. Dave LaGreca, apresentador do Busted Open da Sirius XM, considerou absurdo a concessão de contratos da WWE ao grupo fora da lei. No mês seguinte, Sean Ross Sapp do Fightful observou que o grupo enfrentou comparações com A The Dark Order da All Elite Wrestling (AEW), e chamou-o de "um projeto lançado às pressas depois que Vince McMahon foi repetidamente questionado sobre o declínio de audiência, falta de criatividade direção e ausência de novas estrelas." Ele criticou o enredo, escrevendo: "O lançamento do Retribution foi uma droga. . . Não fazia sentido e ainda não faz. Por que eles foram permitidos no local? Por que eles não foram presos?"
A apresentação do Retribution também recebeu reações negativas de figuras da indústria do passado e do presente. O ex-locutor da World Championship Wrestling (WCW) Mark Madden e o lutador da AEW Chris Jericho expressaram confusão quanto ao motivo da WWE contratar a facção, com o primeiro dizendo que "o wrestling pode ser tão estúpido às vezes".  O lutador aposentado CM Punk brincou que a máscara usada por Slapjack era uma consequência de ele estar "entediado em catering" perto de "uma abundância de pratos de papel". O ex-executivo da WCW e WWE Eric Bischoff fingiu confusão entre "T-Bone ou T-BAR ou T-Rex", e declarou: "É uma história fodida. Apenas isso. Você poderia bagunçar mais um enredo de invasão em um período tão curto de tempo?" Fightful relatou que eles discutiram o grupo com vários talentos da WWE: os nomes dos membros foram unanimemente criticados, com um lutador comparando-os a "algo saído de um filme ou videogame ruim". Um talento feminino lamentou a escolha de Martinez e Yim como membras do Retribution, dizendo que aquelas mulheres estavam "enfrentando uma batalha para não fazer isso parecer tão idiota quanto é".

## Membros
| Membro                       | Período                                    |
| ---------------------------- | ------------------------------------------ |
| Mustafa Ali (líder)          | 5 de outubro de 2020 - 21 de março de 2021 |
| Mace                         | 3 de agosto de 2020 - 21 de março de 2021  |
| Reckoning                    | 3 de agosto de 2020 - 21 de março de 2021  |
| Slapjack                     | 3 de agosto de 2020 - 21 de março de 2021  |
| T-Bar                        | 3 de agosto de 2020 - 21 de março de 2021  |
| Retaliation                  | 3 de agosto de 2020 - 9 de outubro de 2020 |
| Capangas mascarados sem nome | 3 de agosto de 2020 - 5 de outubro de 2020 |